# Cyanocorax cyanopogon
La ghiandaia nucabianca (Cyanocorax chrysops (Wied-Neuwied, 1821)) è un uccello passeriforme della famiglia dei corvidi.

## Etimologia
Il nome scientifico della specie, cyanopogon, deriva dall'unione delle parole greche κυανος (kyanos/kuanos, "ciano") e πωγων (pōgōn, "barba"), col significato di "dalla barba blu", in riferimento alla colorazione di questi uccelli.

## Descrizione

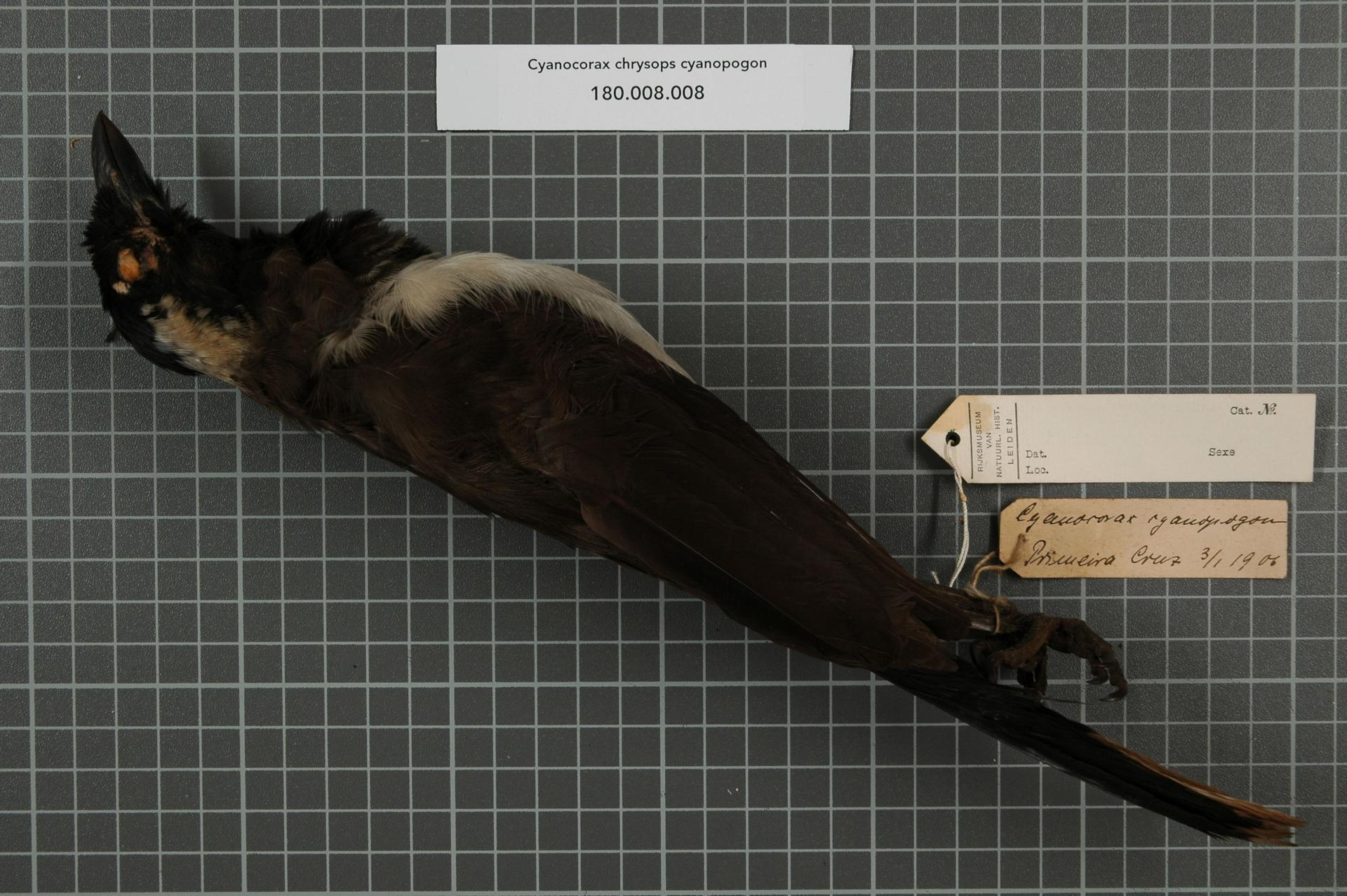
Veduta laterale di esemplare impagliato.

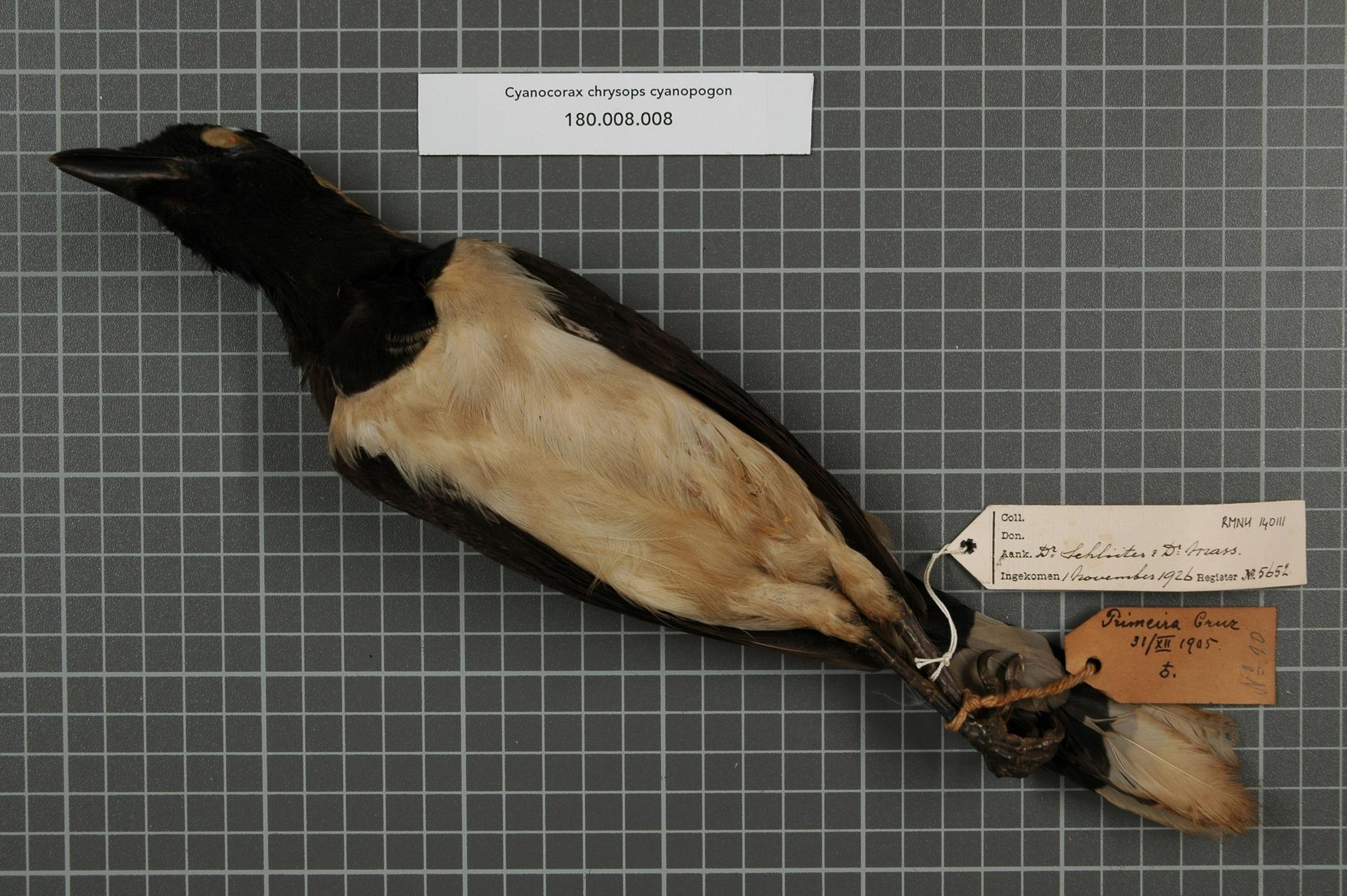
Veduta ventrale di esemplare impagliato.

### Dimensioni
Misura 35 cm di lunghezza, per 110-160 g di peso.

### Aspetto
Si tratta di uccelli dall'aspetto tozzo e robusto, con grossa testa ovale e allungata munita di cresta frontale erettile piuttosto lunga, particolarmente evidente sul vertice, nonché di becco forte e conico dall'estremità lievemente adunca, grandi occhi, lunghe ali digitate, coda piuttosto allungata e forti zampe artigliate.
Il piumaggio si presenta di colore nero su testa, gola e parte superiore del petto: nuca (come del resto intuibile dal nome comune), spalle, ed area scapolare sono di colore bianco latte, che sfuma nel crema su petto, ventre, fianchi e punta delle penne della coda. Il dorso è grigiastro, mentre le ali ed il codione sono di un caldo colore bruno-nocciola: remiganti, copritrici e coda sono più scure e tendenti al color caffè. Il sopracciglio e le guance (a queste ultime la specie deve il proprio nome scientifico) sono di colore azzurro-bluastro, il primo più chiaro rispetto alle seconde.
Il becco e le zampe sono di colore nerastro, mentre gli occhi sono di colore giallo.

## Biologia

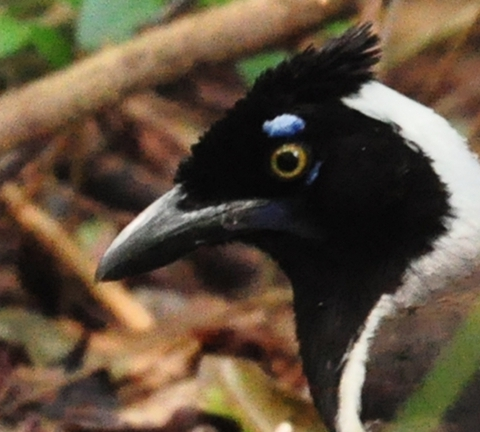
Primo piano di esemplare in natura.

La ghiandaia nucabianca è un uccello dalle abitudini di vita essenzialmente diurne, che passa la maggior parte della giornata fra i rami di alberi o cespugli o al suolo dedicandosi perlopiù alla ricerca di cibo, muovendosi da sola, in coppie o in piccoli gruppetti che in genere hanno composizione familiare, essendo composti da una coppia riproduttrice e dai figli della covata dell'anno precedente.
Il repertorio vocale di questi uccelli è piuttosto vario e melodico, e presenta molte analogie con quello dell'affine ghiandaia felpata.

### Alimentazione
Questi uccelli presentano dieta onnivora, composta in proporzioni grossomodo uguali da alimenti di origine animale (circa il 59%, rappresentati perlopiù da insetti quali formiche ed altri invertebrati come i ragni, nonché da piccoli vertebrati e uova) e vegetlae (bacche, frutta, nettare, granaglie).

### Riproduzione
Si tratta di uccelli monogami, la cui riproduzione è ancora poco conosciuta, in quanto le uniche informazioni si riferiscono ad osservazioni di nidi (trutture a coppa piuttosto grossolane edificate con rametti intrecciati fra i rami di un albero a circa 3 m dal suolo): si ha tuttavia motivo di ritenere che le modalità riproduttive di questi uccelli non differiscano in maniera significativa, sia per quanto riguarda le modalità che la tempistica, da quanto osservabile negli altri corvidi.

## Distribuzione e habitat

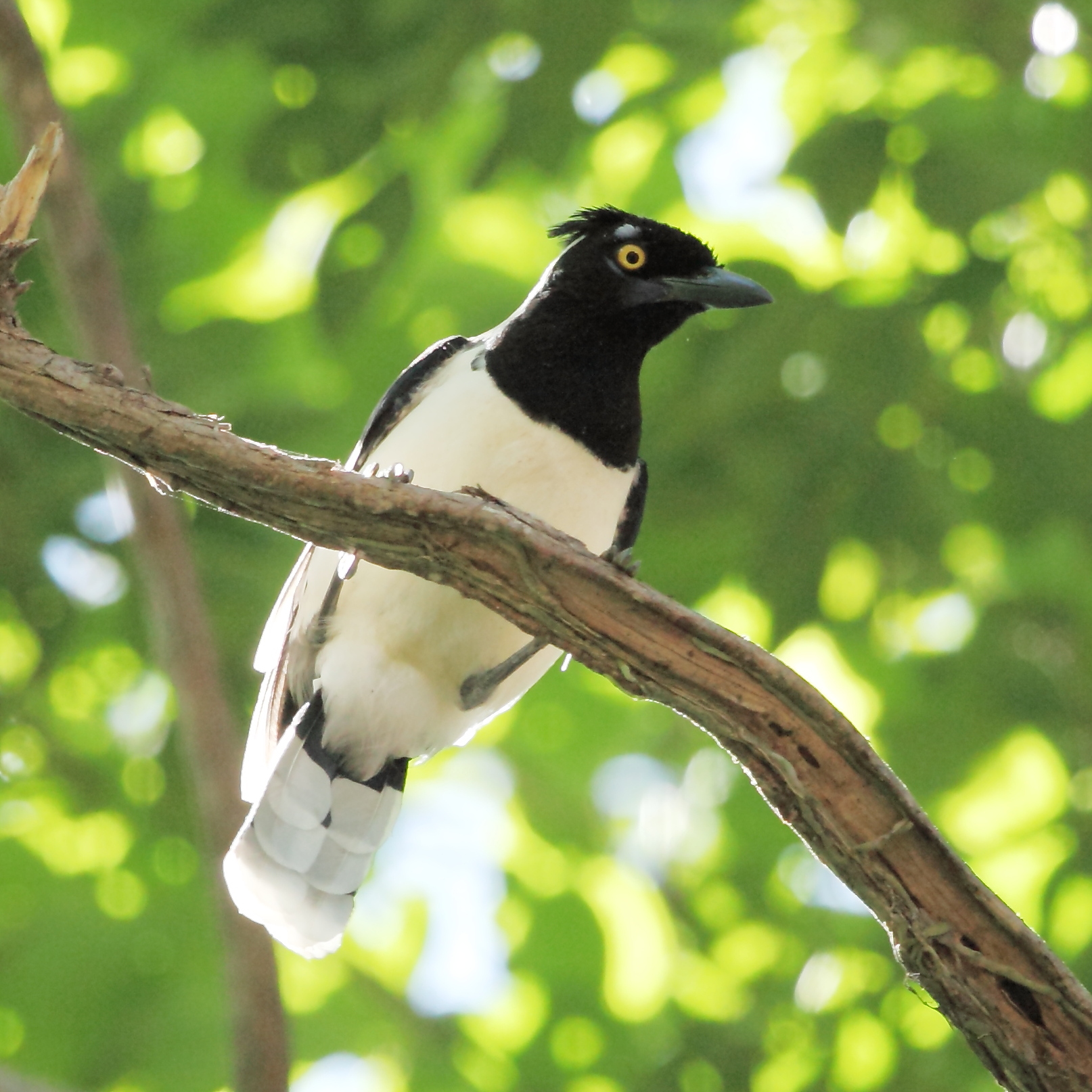
Esemplare nei pressi di Natal.

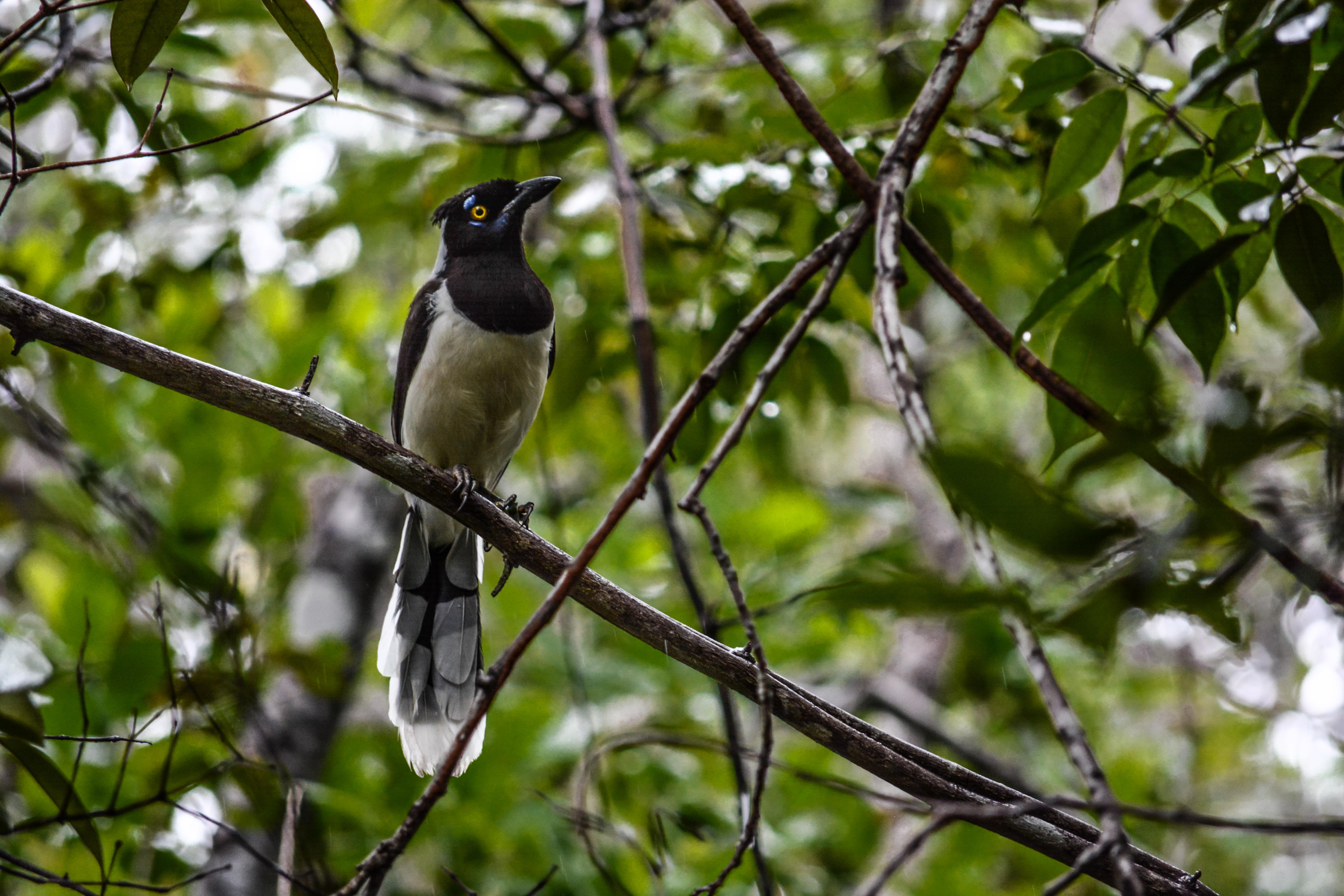
Esemplare nel parco nazionale Chapada Diamantina.

La ghiandaia nucabianca è endemica del Brasile, del quale occupa un'ampia fascia costiera atlantica che comprende buona parte della regione nordorientale e sudorientale del Paese, estendendosi dal Maranhão al Ceará e al Paraíba, andando a sud fino al Bahia sud-orientale e al nord del San Paolo (dove però la specie è rara), e verso l'interno attraverso il Pará sud-orientale (alto Rio Xingu, zona dei Gorotire) a sud fino al Mato Grosso e al Goiás orientale e al Minas Gerais.
L'habitat di questi uccelli è rappresentato dalla foresta arida (compresi gli ambienti della caatinga e del cerrado) sopra i 400 m di quota, sia primaria che secondaria, anche piuttosto degradata.